# 2008-as motokrossz ír nagydíj
Az ír nagydíj a 2008-as FIM-motokrossz-világbajnokság 13. versenye volt. 2008. augusztus 30. és augusztus 31. között rendezték meg Dublinban. 
Az MX1-es kategóriában az észt Tanel Leok, az MX2-esek között a dél-afrikai Tyla Rattray tudott diadalmaskodni. Egyetlen magyar MX1-es versenyzőnk Németh Kornél betegség miatt a nagydíjon nem tudott résztvenni.

## Futam

### MX1
| Helyezés | #   | Versenyző          | Motor    | 1. futam | 2. futam | Össz |
| -------- | --- | ------------------ | -------- | -------- | -------- | ---- |
| 1        | 8   | Tanel Leok         | Kawasaki | 22       | 25       | 47   |
| 2        | 9   | Ken de Dycker      | Suzuki   | 25       | 20       | 45   |
| 3        | 11  | Steve Ramon        | Suzuki   | 16       | 22       | 38   |
| 4        | 19  | David Philippaerts | Yamaha   | 18       | 18       | 36   |
| 5        | 211 | Billy Mackenzie    | Honda    | 20       | 16       | 36   |
| 6        | 12  | Maximilian Nagl    | KTM      | 14       | 15       | 29   |
| 7        | 32  | Manuel Priem       | Kawasaki | 13       | 14       | 27   |
| 8        | 90  | Sébastien Pourcel  | Kawasaki | 15       | 12       | 27   |
| 9        | 25  | Clément Desalle    | Suzuki   | 7        | 13       | 20   |
| 10       | 7   | Jonathan Barragan  | KTM      | 11       | 9        | 20   |
| 11       | 21  | Gordon Crockard    | Honda    | 4        | 10       | 14   |
| 12       | 111 | Aigar Leok         | Yamaha   | 10       | 4        | 14   |
| 13       | 27  | Marcus Schiffer    | KTM      | 5        | 8        | 13   |
| 14       | 20  | Gregory Aranda     | Kawasaki | 6        | 7        | 13   |
| 15       | 24  | Tom Church         | Kawasaki | 9        | 3        | 12   |
| 16       | 6   | Joshua Coppins     | Yamaha   | 12       | 0        | 12   |
| 17       | 15  | Julien Bill        | Honda    | 0        | 11       | 11   |
| 18       | 23  | Alex Salvini       | Suzuki   | 2        | 6        | 8    |
| 19       | 115 | Carlos Campano     | Yamaha   | 3        | 5        | 8    |
| 20       | 14  | Marc de Reuver     | Honda    | 8        | 0        | 8    |
| 21       | 36  | Luis Correira      | Suzuki   | 0        | 2        | 2    |
| 22       | 162 | Stuart Edmonds     | TM       | 0        | 1        | 1    |
| 23       | 16  | James Noble        | KTM      | 1        | 0        | 1    |

### MX2
| Helyezés | #   | Versenyző           | Motor    | 1. futam | 2. futam | Össz |
| -------- | --- | ------------------- | -------- | -------- | -------- | ---- |
| 1        | 4   | Tyla Rattray        | KTM      | 22       | 25       | 47   |
| 2        | 2   | Tommy Searle        | KTM      | 18       | 22       | 40   |
| 3        | 183 | Steven Frossard     | Kawasaki | 16       | 20       | 36   |
| 4        | 131 | Nicolas Aubin       | Yamaha   | 20       | 14       | 34   |
| 5        | 7   | Stephen Sword       | Kawasaki | 13       | 18       | 31   |
| 6        | 22  | Anthony Boissiere   | KTM      | 14       | 16       | 30   |
| 7        | 24  | Shaun Simpson       | KTM      | 15       | 10       | 25   |
| 8        | 338 | Zach Osborne        | Yamaha   | 25       | 0        | 25   |
| 9        | 10  | Rui Goncalves       | KTM      | 11       | 13       | 24   |
| 10       | 121 | Xavier Boog         | Suzuki   | 12       | 12       | 24   |
| 11       | 13  | Manuel Monni        | Yamaha   | 8        | 11       | 19   |
| 12       | 34  | Joel Roelants       | KTM      | 2        | 15       | 17   |
| 13       | 36  | Matteo Bonini       | Yamaha   | 7        | 9        | 16   |
| 14       | 23  | Carl Nunn           | Suzuki   | 10       | 4        | 14   |
| 15       | 37  | Gert Krestinov      | KTM      | 4        | 8        | 12   |
| 16       | 501 | Alessandro Lupino   | Yamaha   | 5        | 5        | 10   |
| 17       | 44  | Elliot Banks-Browne | Suzuki   | 3        | 6        | 9    |
| 18       | 89  | Jeremy van Horebeek | KTM      | 9        | 0        | 9    |
| 19       | 45  | Jake Nicholls       | Suzuki   | 0        | 7        | 7    |
| 20       | 50  | Martin Barr         | Yamaha   | 6        | 0        | 6    |
| 21       | 76  | Marcus Norlen       | Suzuki   | 1        | 3        | 4    |
| 22       | 311 | Teddy Maier         | Kawasaki | 0        | 2        | 2    |
| 23       | 12  | Deny Philippaerts   | Yamaha   | 0        | 1        | 1    |

- A pontozásról bővebben a motokrossz-pontozási rendszer cikkben lehet tájékozódni.